# Krabilice mámivá

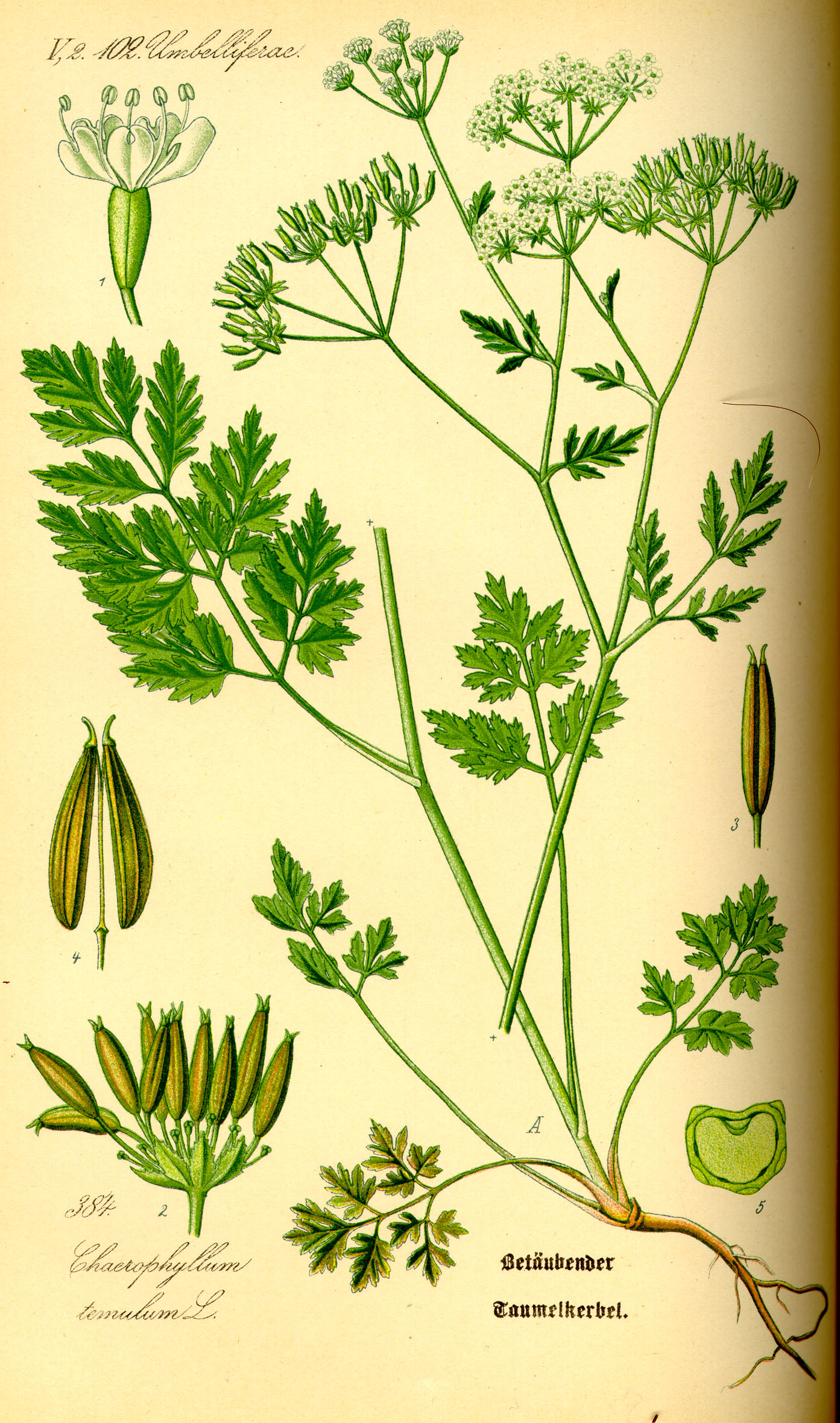
Nákres krabilice mámivé

Krabilice mámivá (Chaerophyllum temulum) je statná, miříkovitá rostlina, druh rodu krabilice, která vyrůstá na stinných, mírně vlhkých místech. V závislosti na přírodních podmínkách roste do výše 30 až 100 cm a bývá jednoletá nebo dvouletá monokarpická rostlina.

## Rozšíření
Roste téměř v celé Evropě, vyjma Islandu, nejsevernější Skandinávie a severního a středního Ruska. Dále se ostrůvkovitě objevuje v Malé Asii, na Kavkazu i v Severní Africe okolo Středozemního moře. Druhotně byla rozšířena na Americký kontinent, do východních oblastí Spojených států amerických a Kanady.
V přírodě České republiky je považována za rostlinu poměrně hojnou, nejčastěji roste v teplých nížinách a do horských poloh se dostává jen ojediněle a krátkodobě.

## Ekologie
Druh preferuje teplá, polostinná stanoviště na vlhkých, dusíkem dobře zásobených půdách. Nejčastěji se vyskytuje na mírně mokrých okrajích listnatých lesů, v křovinách, na březích vodních toků a nádrží, v zanedbaných parcích, zahradách, úhorech i okolo cest. Rychle obsazuje stanoviště změněná lidskou činností, na kterých dochází k narušování přirozeného rostlinného krytu za současného obohacování o dusíkaté látky, např. smetiště a různé skládky bylinného odpadu.

## Popis
Jednoletá až dvouletá bylina s přímou, v horní části větvenou lodyhou vyrůstající z tenkého, vřetenovitého kořene. Je dutá, slabě rýhovaná, pod uzlinami ztlustlá, často fialově nebo červeně skvrnitá a od spodu se šedobílými, nazpět uhnutými chlupy. Je střídavě porostlá našedlými listy až 25 cm dlouhými a 20 cm širokými, z nichž spodní (dva až šest) jsou dlouze řapíkaté a horní (tři až šest) přisedlé. Vejčité čepele jsou několikanásobně zpeřené, jejich níže položené vejčité lístky jsou zpeřené, horní peřenodílné a nejhořejší lístky bývají celistvé a zubaté.
Květy vytvářejí dlouze stopkaté, bezobalné, mírně vypouklé složené okolíky tvořené čtyřmi až třinácti okolíčky s více než pěti kopinatými obalíčky. Okolíčky s drsnými stopkami se skládají z až 25 květů, obvodové jsou oboupohlavné, protandrické a střední, brzy usychající, jsou samičí. V centru okolíčku je jeden květ oboupohlavný, jež rozkvétá jako poslední. Pětičetné květy mají téměř nezřetelný kalich a bílé, hluboce vykrojené korunní lístky. Tyčinek je v květu pět, semeník ze dvou plodolistů má dva oddíly s jedním vajíčkem a dvě krátké čnělky. Kvetou od května do července, opylovány jsou drobným létajícím hmyzem.
Plody jsou úzce eliptické, asi 7 mm dlouhé dvounažky, kterými se rostliny výhradně rozmnožují.

## Toxicita
Rostlina obsahuje toxický glykosid chaerofylin, který je velmi stabilní a nerozkládá se ani sušením rostlin. Krátce po požití způsobuje u zvířat podráždění žaludku a střev, po vstřebání způsobují obsahové látky ospalost, závratě, svalový třes, rozšíření zorniček a srdeční slabost. Zvířata při chůzi vrávorají, snaží se opřít, aby nepadla, nakonec uléhají a netečně leží. Krabilice mámivá také obsahuje větší množství přírodního pesticidu falcarinolu, chránící rostlinu před plísněmi. U citlivých jedinců způsobuje při styku s pokožkou kontaktní dermatitidu a po požití většího množství také zapříčiňuje poškození trávicí soustavy až srdeční selhání.

## Galerie

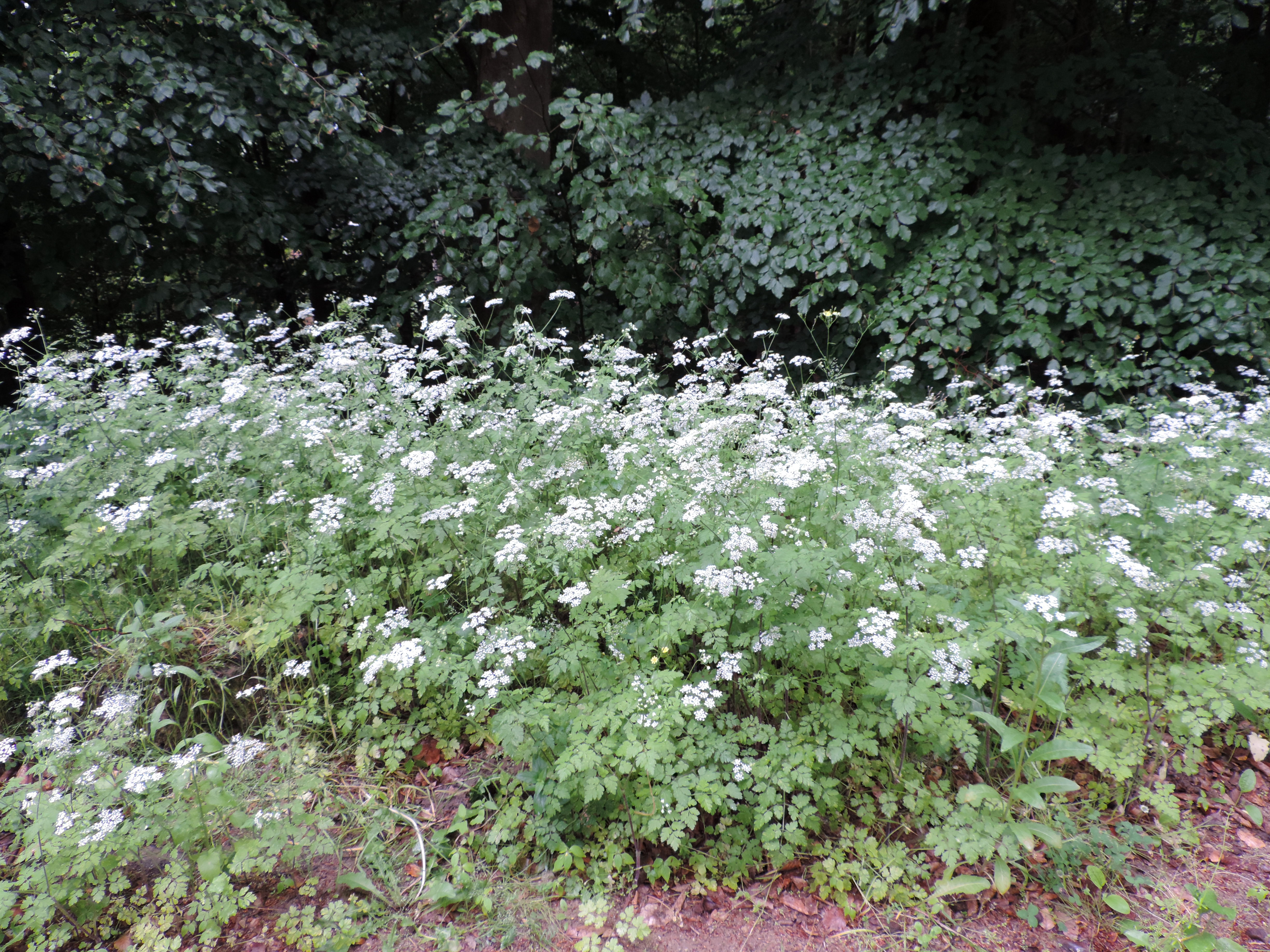
Porost krabilice mámivé
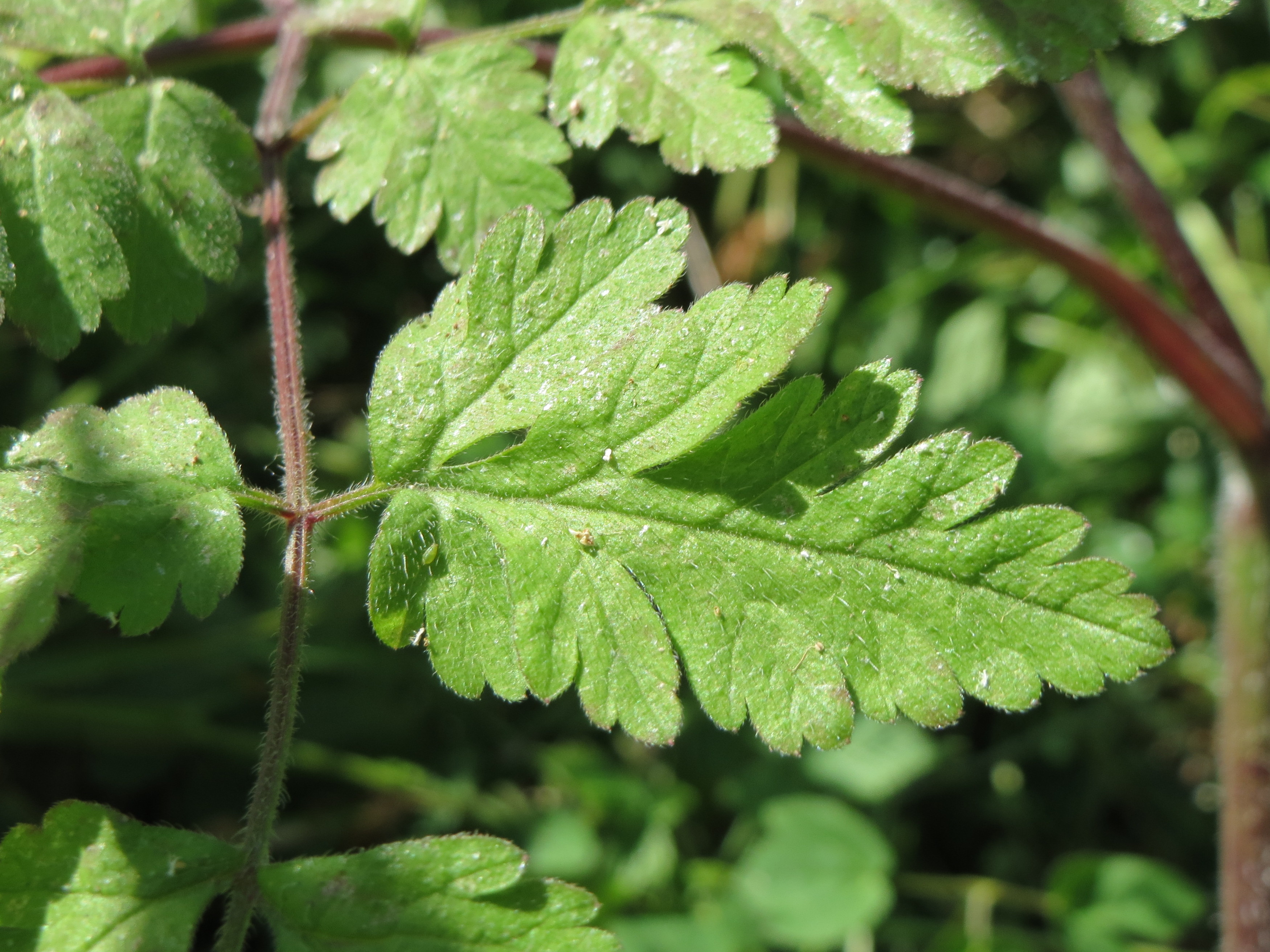
Listy
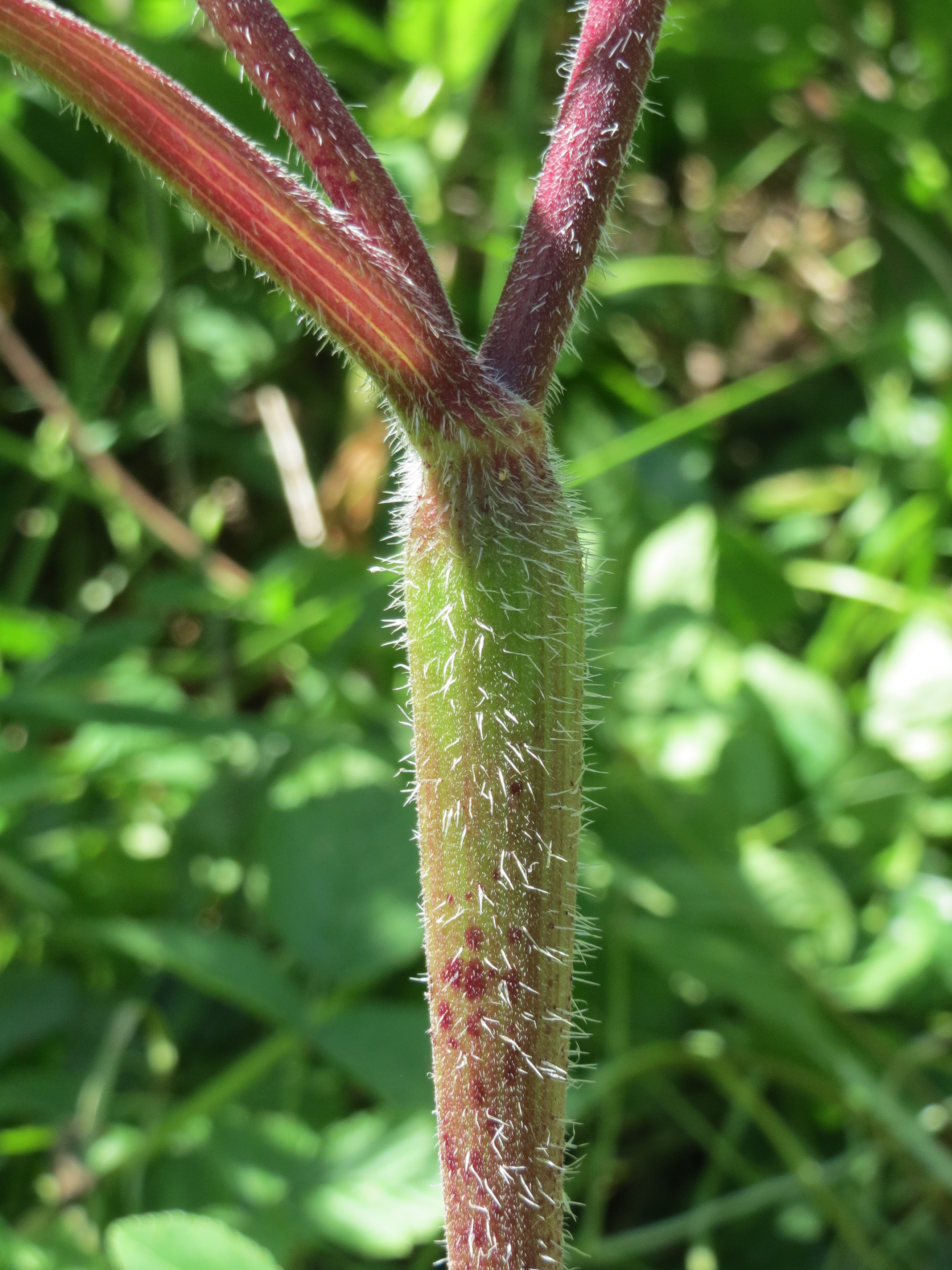
Ztlustlá lodyha
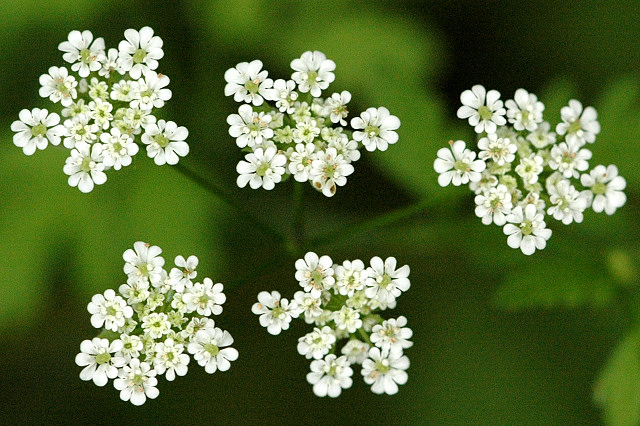
Okolíčky